# Gornje Košlje
Gornje Košlje (cyr. Горње Кошље) – wieś w Serbii, w okręgu maczwańskim, w gminie Ljubovija. W 2011 roku liczyła 532 mieszkańców.